# ホモ・ローデシエンシス
ホモ・ローデシエンシス（Homo rhodesiensis）は、まず1921年に南アフリカ近辺のカブウェでその頭蓋骨の化石が発見された哺乳類霊長目ヒト科の絶滅種である。この他に、形態学的に見て同種に分類できる化石が北アフリカや東アフリカでも発見された。これらの年代測定の結果、30万から12.5万年前の間に生息していたことが判明している。
現在は何人かの科学者がホモ・ハイデルベルゲンシスの別名と見なしているが、ホモ・サピエンス・アルカイクス（Homo sapiens arcaicus ） やホモ・サピエンス・ローデシエンシス（Homo sapiens rhodesiensis）という名も提案されている。

## 発見

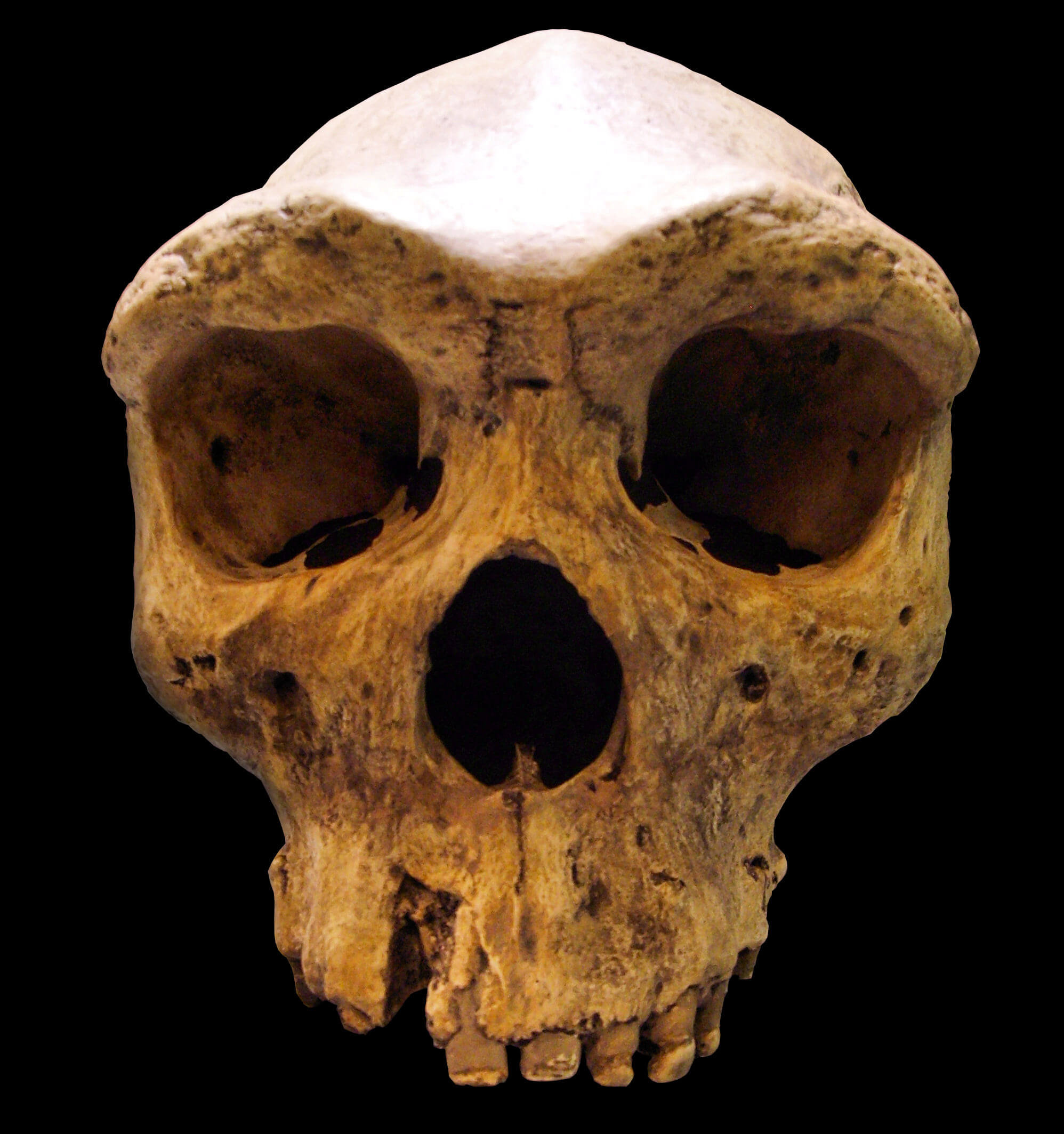
頭骨のレプリカ

「カブウェ1」、あるいは「ブロークンヒルの頭骨」は1921年にアーサー・スミス・ウッドワードによって、ホモ・ローデシエンシスのタイプ標本に指定された。現在では、ほとんどの科学者がホモ・ハイデルベルゲンシスに分類している。
頭骨は1921年に北ローデシアのブロークンヒル（現：ザンビアのカブウェ）にある鉛・亜鉛の鉱山において、スイス人鉱夫のトム・ツウィグラーによって発見された。下顎骨は無く、頭骨の他に、上顎、仙骨、脛骨、2つの大腿骨の断片も発見されている。頭骨は発見時には「ローデシア人」と呼ばれていたが、現在では一般的に「ブロークンヒルの頭蓋」、あるいは「カブウェの頭蓋」と呼ばれている。
年代測定の結果、ローデシア人は30万から12.5万年前の間に生息していたことが判明している。ブロークンヒルの頭蓋骨の頭蓋腔容積は1230cm3と推定された。バダら(1974年)はアスパラギン酸のラセミ化の程度でこの標本の年代を測定し、110 ka（11万年前）という直接的な年代を定めた。
大きな顔高、太い頬骨、発達した眼窩上隆起など、ホモ・ネアンデルターレンシス（ネアンデルタール人）に似た幅の広い顔を有すると記述され、「アフリカのネアンデルタール人」として解釈されている。しかし、頭骨の極端な頑健性という点では、最近の研究において現在のホモ・サピエンスとネアンデルタール人の中間の、いくつかの特徴が指摘されている。
別の標本の「ンドゥトゥ湖のヒト科」は40万年近いものと見られている。クラークは1976年にホモ・エレクトスに分類した。頭蓋腔の内容積の推定値は1100cm3とされる。フィリップ・ライトマイアはその上溝の形態および隆起の存在から「ンドゥトゥの後頭部はホモ・エレクトスのそれとはまた違うように見えます」と示唆したが、スティンガー（1986年）は厚い腸骨柱はホモ・エレクトスに典型的に見られるものだと指摘している。

## 分類

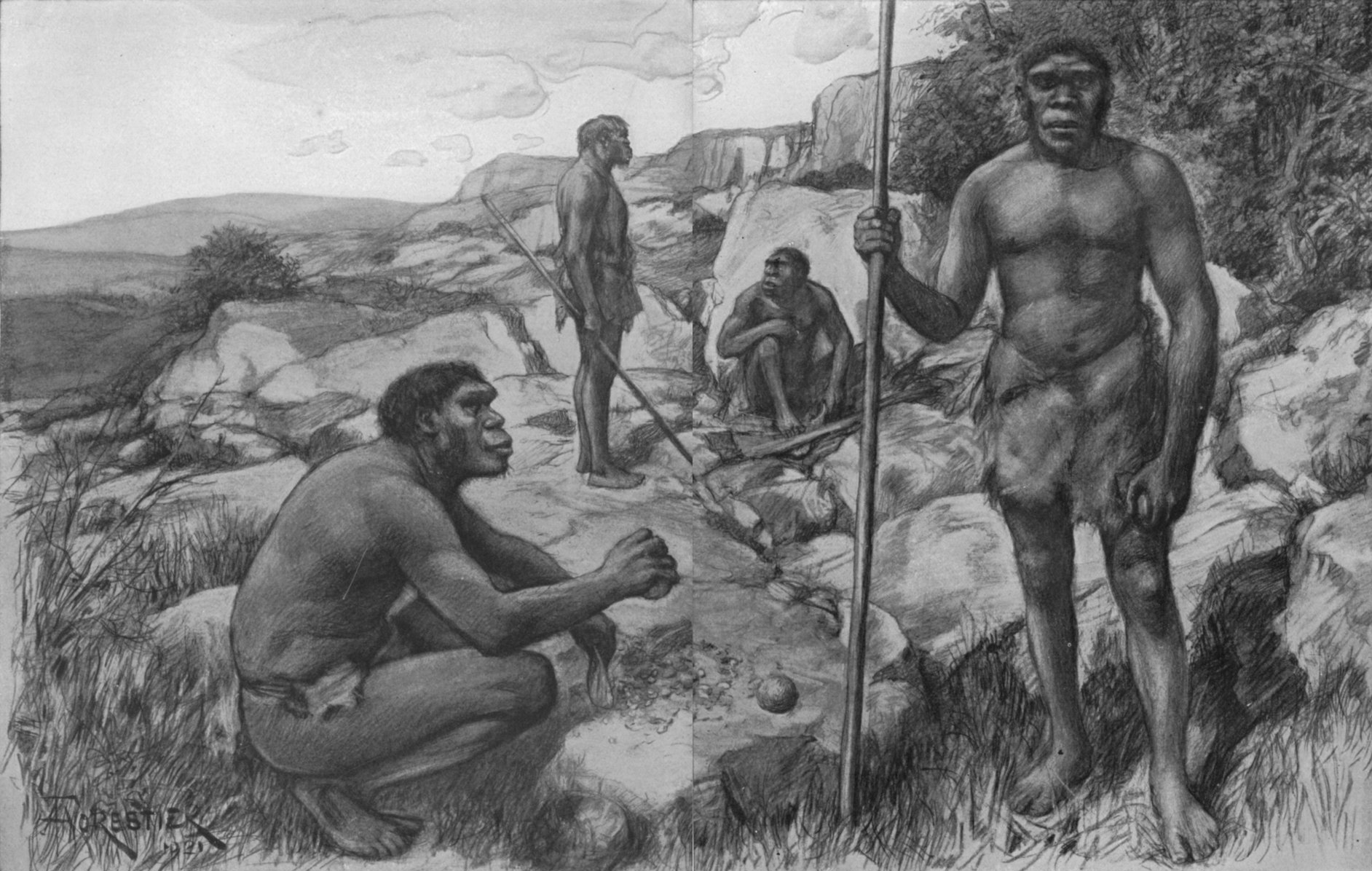
ローデシア人の復元

ルパート・マリルはギリシャのペトラロナ洞窟で発見された頭骨とローデシア人の関連性について研究している。現在のほとんどの専門家はローデシア人がホモ・ハイデルベルゲンシスのグループに含まれると考えている。
ティム・ホワイトによると、ローデシア人は現生人類のホモ・サピエンス・サピエンス（狭義のヒト）の直接の祖先にあたるヘルト人の祖先かもしれないという。頭骨の上顎の歯の10本には虫歯があり、最も古い既知の虫歯の一つと考えられている。くぼみは死の直前に重大な感染症にかかっていたことを示しており、死因は歯科疾患の感染が原因になっているか、あるいはもしかすると、慢性的な耳の感染症にかかっていたかもしれないことを意味する。